# Volkssänger
Volkssänger sind Humoristen, Clowns, Alleinunterhalter, Imitatoren usw. im Bereich der Volksmusik. Manch bekannter Komiker begann als Volkssänger wie Karl Valentin, Max Grießer und Peter Steiner. Im bairischen Sprachraum treten sie oft als Verfasser und Interpreten von Gstanzln und Schnaderhüpfeln auf. Im rheinischen Gebiet entsprechen ihnen die Krätzchensänger.
Volkssänger haben vieles mit Liedermachern gemeinsam, da sie ihre Darbietungen großenteils selbst konzipieren und live vortragen. Auch hintergründige Kritik an Zeitereignissen ist Bestandteil ihrer Auftritte. Sie unterscheiden sich von Liedermachern vor allem durch ihre folklorehafte und humoristische Darstellungsweise.

## Geschichte
Friedrich Schiller gebrauchte den Begriff „Volkssänger“ 1791 noch eher abschätzig in einer Kritik über den populären Schriftsteller Gottfried August Bürger. Erst im Lauf des 19. Jahrhunderts geschah eine Aufwertung.
Im Unterschied zu den älteren „Harfenisten“, die als gering geschätzte Alleinunterhalter durch die Wirtshäuser zogen, waren die „Volkssänger“ ein Versuch, aus den Unterprivilegierten im Gegenteil Identifikationsfiguren für ihr Publikum zu machen. Volkssänger und Volkssängerbühnen sind eine Begleiterscheinung der Urbanisierung um die Mitte des 19. Jahrhunderts. Der Begriff „Volk“ konnte sich entweder auf volkstümliche Inhalte oder einfach nur auf die Popularität der Artisten beziehen.
Als die Music Halls (deutsch: Singspielhallen) nach 1850 über London und Paris in die deutschsprachigen Städte vordrangen, verband man diese moderne Unterhaltungsform gerne mit inszeniertem Folklorismus. Wien, als damals noch größte deutschsprachige Stadt, hatte dabei eine führende Rolle. Johann Baptist Moser ließ dort seine Volkssängergesellschaft im Frack auftreten statt im Narrenkostüm und säuberte das Repertoire, um es salonfähig zu machen. Er wurde abgelöst von Johann Fürst, der bereits ein moderner Unternehmer im Unterhaltungsgeschäft war. Als bedeutendster Wiener Volkssänger ging Edmund Guschelbauer in die Geschichte ein. Das Volkssängertum in Wien brachte auch einige weibliche Vertreter, etwa die Fiakermilli, hervor. Frauen waren öffentliche Auftritte jedoch erst ab 1871 gestattet. Das Wiener Volkslied ist eng verbunden mit dem Genre des Wienerlieds. Felix Salten hat es in seinem Volksstück Der Gemeine (UA 1901) porträtiert.
Am Ende des Jahrhunderts traten München, Berlin, Hamburg hinzu, die mittlerweile auch zu urbanen Zentren geworden waren. Die Singspielhallen waren die „volkstümlichen“ Spielorte für ein gemischtes Unterhaltungsprogramm, während die Varietétheater mehr der Welt des Zirkus ähnelten.
Die Entstehung von Großstädten mit ihrer zunehmenden Anonymität schuf das Bedürfnis nach Ursprünglichem und Bodenständigem. In einem zweiten paradoxen Schritt wirkte diese städtische Mode dann aufs Land zurück. Das moderne „Volkstümliche“ wurde dort offenbar als Befreiung von einengenden Traditionen erlebt.
Um 1900 waren die Volkssängerbühnen weit verbreitet. Es gab viele jüdische Volkssänger wie die Gebrüder Wolf. Zurückgedrängt wurde das Volkssängertum mit dem Aufblühen der Kinos nach dem Ersten Weltkrieg und dem Aufkommen des Unterhaltungsrundfunks ab etwa Mitte der 1920er Jahre.

## Liste bekannter Volkssänger
Dass Volkssänger für eine „Nation“ stehen, wie unten angedeutet, und gleichsam ihre Zusammengehörigkeit verkörpern, ist eine nicht unumstrittene Idee des späteren 19. Jahrhunderts. Sie hat im Zuge einer „Verbürgerlichung“ der Bevölkerung auch in Ländern außerhalb Mitteleuropas eine Bedeutung gehabt.

### Altbayern
- (Schorsch) Georg Blädel (1906–1990)
- Hans Blädel (1871–1937)
- Seffi Braun (deutsche Meisterjodlerin)
- Konrad Dreher (1859–1944)
- Sepp Eringer (1873–1931)
- Fredl Fesl (1947–2024)
- Karl Flemisch (1878–1937)
- Jakob Geis (genannt „Papa Geis“, 1840–1908)
- Alois Hoenle (1871–1943)
- August Junker (1871–1946)
- Liesl Karlstadt (1892–1960)
- Johann Stefan Kern (genannt „Papa Kern“, 1844–1910)
- Hans Konrad (1876–???)
- Robert Lang (1873–1935)
- Anton Leiss-Huber (* 1980)
- Karl Maxstadt (1853–1930)
- Adam Müller (Volkssänger) (1878–1953)
- Georg Neumüller (1885–1953)
- Hans Nogger (Volkssänger) (1869–1938)
- Kathi Prechtl (1909–2002)
- Bally Prell (Schönheitskönigin von Schneizlreuth, 1922–1982)
- Anni Reininger
- Minna Reverelli (1892–1941?)
- Roider Jackl (1906–1975)
- Georg Rückert (1878–1932)
- Rudolf Schmidt (1856–1938)
- Wiggerl Schneider
- Ida Schumacher (Ratschkathl, 1894–1956)
- Christian Seidenbusch
- Conny Stanzl (Constantin Pfrang, 1870–1951)
- Peter Steiner (1927–2008)
- Hans Straßmaier (1866–1921)
- Käthe Tellheim (1900–1984)
- Julius Thannhauser (1860–1921)
- Xaver Terofal (1862–1940)
- Karl Valentin (1882–1948)
- Emil Vierlinger (1909–1984)
- Adele Vio (1832–1895)
- Weiß Ferdl (1883–1949)
- Anderl Welsch (1842–1906)

### Franken
- Peterlesboum (Willi Händel und Karl Vogt)
- Frankensima (Philipp Simon Goletz)
- Herbert Hisel (1927–1982)
- Hermann Strebel, genannt „Strebala“ (1877–1949)

### Hessen
- Max Goldschmidt (1864–1920), Humorist
- Adam Müller, genannt „Millerche“ (1863–1932)
- Valentin Schnarr
- Conrad Hub und Heinrich Hub jr., Humoristen

### Österreich
Am stärksten ausgeprägt war die Volkssängerkultur in Wien, weshalb die meisten österreichischen Volkssänger auch von dort stammten:
- Anton Amon sen. (1833–1896)
- Franz Böhm (1843–1910)
- Karl Drexler (1833–1883)
- Johann Fürst (1825–1882)
- Max Grießer (1928–2000)
- Edmund Guschelbauer (1839–1912)
- Adolf Hirsch („Adolfi“; 1866–1931)
- Albert Hirsch (1841–1927)
- Fanny Hornischer (eig. Franziska Bauer, 1845–1911)
- Carl Kampf (1817–1886)
- Josef Koller (1872–1945)
- Leopoldine Kutzel, verheiratete Zehetgruber (1860–1935)
- Carl Lorens (1851–1909)
- Antonie Mansfeld (eig. Antonie Montag, 1835–1875)
- Josef Matras (1832–1887)
- Luise Montag (eig. Aloisia Pintzker; 1849–1927)
- Johann Baptist Moser, (auch: Johann Müller; 1799–1863)
- Ignaz Nagel (Nagl; 1831–1872)
- Josefine Schmer (1842–1904)
- Johann Schrammel (1850–1893)
- Johann Sioly (1843–1911)
- Emilie Turecek („Fiaker-Milli“; 1848–1889)
- Anna Ulke (1849–1878)
- Wilhelm Wiesberg (eig. Wilhelm Bergamenter, 1850–1896) und Wenzel Seidl (1842–1921); Sängergesellschaft Seidl-Wiesberg

### Schweiz
- Seppl Dammhofer (1884–1929)
- Paul Gerber (1889–1941)
- Fredy Scheim (1892–1957)

### Sachsen
- Die gemietlichen Sachsen
- Wilhelm Eyle (1840–1904)
- Edgar Eyle (1868–1946)
- Reinhold Fischer (1877–1960)
- Anton Günther (1876–1937)
- Leipziger Krystallpalast-Sänger
- Rudolf Mälzer (1881–1937)
- Emil Meysel (1876–1960)
- Martin Mühlau (1883–1969)
- Arthur Preil (1887–1954)
- Hans Reimann (1889–1969)
- Georg Ruselli (1873–1932)
- Hans Soph (1869–1954)
- Emil Winter-Tymian (1860–1926)

### Preußen
- Erich Carow (1893–1956)
- Martha Hübner (1889–1969)
- Otto Reutter (1870–1931)
- Fredy Sieg (1878–1962)

### Rheinland
- August Batzem (1889–1976)
- Karl Berbuer (1900–1977)
- Hein Bitz (1914–1987)
- Willy Breuer (1903–1969)
- Gerhard Ebeler (1877–1956)
- Grete Fluss (1892–1964)
- Willi Ostermann (1876–1936)

### Norddeutschland, „Waterkant“
- Richard Germer (1900–1993)
- Bernhard Jakschtat (1896–1965)
- Maria Ney (1890–1959)
- Charly Wittong (1896–1943)
- Gebrüder Wolf (Ludwig (1867–1955), Leopold (1869–1926) und James (1870–1943) Wolf, recte Isaak)

### Weitere Nationen
- Carl Michael Bellman (Schweden)
- Jorge Negrete (Mexiko)
- Sayat Nova (armenischer Sprachraum)
- Aşık Veysel Şatıroğlu (Türkei)
- Metin Türköz (Türkische Arbeitsmigranten der 1960er/1970er Jahre in Deutschland)